# Oxira uclueleti
Oxira uclueleti là một loài bướm đêm trong họ Noctuidae.